# Ruskington
Ruskington è un villaggio e parrocchia civile dell'Inghilterra, appartenente alla contea del Lincolnshire.